# Peter Hirt
Peter Hirt (* 30. März 1910 in Küsnacht, Kanton Zürich; † 28. Juni 1992 in Zürich) war ein Schweizer Automobilrennfahrer.

## Karriere
Zunächst startete er beim Großen Preis der Schweiz 1951 für das Team Ecurie Suisse in der Formel 1. Sein Veritas-Meteor, der eigentlich dem Formel-2-Reglement entsprach, blieb jedoch bereits am Start stehen.
In den Jahren 1952 und 1953 ging Hirt insgesamt viermal bei Weltmeisterschaftsläufen mit einem privaten Ferrari der Ecurie Espadon an den Start, wobei sein bestes Ergebnis der siebte Platz beim Großen Preis der Schweiz 1952 war.

## Statistik

### Statistik in der Automobil-Weltmeisterschaft

#### Gesamtübersicht
| Saison | Team           | Chassis        | Motor           | Rennen | Siege | Zweiter | Dritter | Poles | schn. Rennrunden | Punkte | WM-Pos. |
| ------ | -------------- | -------------- | --------------- | ------ | ----- | ------- | ------- | ----- | ---------------- | ------ | ------- |
| 1951   | Ecurie Suisse  | Veritas Meteor | Veritas 2.0 L6  | 1      | −     | −       | −       | −     | −                | −      | NC      |
| 1952   | Ecurie Espadon | Ferrari 212F2  | Ferrari 1.5 V12 | 3      | −     | −       | −       | −     | −                | −      | NC      |
| 1953   | Ecurie Espadon | Ferrari 500    | Ferrari 2.0 L4  | 1      | −     | −       | −       | −     | −                | −      | NC      |
| Gesamt | Gesamt         | Gesamt         | Gesamt          | 5      | −     | −       | −       | −     | −                | −      |         |

#### Einzelergebnisse
| Saison | 1 | 2 | 3  | 4   | 5 | 6 | 7   | 8 | 9 |
| ------ | - | - | -- | --- | - | - | --- | - | - |
| 1951   |   |   |    |     |   |   |     |   |   |
| DNF    |   |   |    |     |   |   |     |   |   |
| 1952   |   |   |    |     |   |   |     |   |   |
| 7      |   |   | 11 | DNF |   |   |     |   |   |
| 1953   |   |   |    |     |   |   |     |   |   |
|        |   |   |    |     |   |   | DNF |   |   |

| Legende  | Legende            | Legende                                                          |
| Farbe    | Abkürzung          | Bedeutung                                                        |
| -------- | ------------------ | ---------------------------------------------------------------- |
| Gold     | –                  | Sieg                                                             |
| Silber   | –                  | 2. Platz                                                         |
| Bronze   | –                  | 3. Platz                                                         |
| Grün     | –                  | Platzierung in den Punkten                                       |
| Blau     | –                  | Klassifiziert außerhalb der Punkteränge                          |
| Violett  | DNF                | Rennen nicht beendet (did not finish)                            |
| Violett  | NC                 | nicht klassifiziert (not classified)                             |
| Rot      | DNQ                | nicht qualifiziert (did not qualify)                             |
| Rot      | DNPQ               | in Vorqualifikation gescheitert (did not pre-qualify)            |
| Schwarz  | DSQ                | disqualifiziert (disqualified)                                   |
| Weiß     | DNS                | nicht am Start (did not start)                                   |
| Weiß     | WD                 | zurückgezogen (withdrawn)                                        |
| Hellblau | PO                 | nur am Training teilgenommen (practiced only)                    |
| Hellblau | TD                 | Freitags-Testfahrer (test driver)                                |
| ohne     | DNP                | nicht am Training teilgenommen (did not practice)                |
| ohne     | INJ                | verletzt oder krank (injured)                                    |
| ohne     | EX                 | ausgeschlossen (excluded)                                        |
| ohne     | DNA                | nicht erschienen (did not arrive)                                |
| ohne     | C                  | Rennen abgesagt (cancelled)                                      |
| ohne     | keine WM-Teilnahme |                                                                  |
| sonstige | P/fett             | Pole-Position                                                    |
| sonstige | 1/2/3/4/5/6/7/8    | Punktplatzierung im Sprint-/Qualifikationsrennen                 |
| sonstige | SR/kursiv          | Schnellste Rennrunde                                             |
| sonstige | *                  | nicht im Ziel, aufgrund der zurückgelegten Distanz aber gewertet |
| sonstige | ()                 | Streichresultate                                                 |
| sonstige | unterstrichen      | Führender in der Gesamtwertung                                   |